# Evan Kuhlman
Evan Kuhlman ist ein US-amerikanischer Autor von Kinderbüchern.

## Leben und Werk
Bevor Evan Kuhlman Bücher zu schreiben begann, war er unter anderem als Reporter und Restaurantmanager tätig. Evan Kuhlman hat bislang drei Bücher für Kinder geschrieben. Der letzte unsichtbare Junge (2010) und Nick Perfect - Bruder per Post (2012) liegen in deutscher Übersetzung vor, Wolf Boy - A Novel (2006) ist noch nicht übersetzt. Für Der letzte unsichtbare Junge wurde Evan Kuhlman prompt für den Deutschen Jugendliteraturpreis in der Kategorie Kinderbuch nominiert. Neben seinen drei Kinderbüchern veröffentlichte er mehr als ein dutzend Kurzgeschichten in Journalen wie Glimmer Train. Außerdem hat er ein einaktiges Theaterstück produziert. Zu Evan Kuhlmans literarischen Vorbildern zählen John Irving, Michael Chabon, Jonathan Lethem, Jonathan Franzen, D. H. Lawrence, Antonya Nelson und Annie Proulx. Evan Kuhlman lebt in Ohio, USA.

### Der letzte unsichtbare Junge
Die Idee zum Buch Der letzte unsichtbare Junge hatte Evan Kuhlman in einem Traum. Er hat sich überlegt, was für eine Geschichte dieser Junge haben könnte und warum er unsichtbar geworden war. Der plötzliche Tod seines Vaters bei einem Flugzeugabsturz wirft den zwölfjährigen Finn Garret zunächst völlig aus der Bahn. Seine Haare werden immer heller und auch seine Haut verliert jede Farbe. Finn ist davon überzeugt, sich allmählich aufzulösen. Kann es sein, dass er verschwinden muss, weil er seinen Vater nicht retten konnte? Oder wird Finn zu einer Art Geist, um ihn so wiedersehen zu können? All diese und andere Überlegungen schreibt Finn in sein Tagebuch. Aber auch die Erinnerungen an die vielen besonderen Erlebnisse mit seinem Vater sammelt er. Manches davon verewigt er in Cartoons. Witzig und nachdenklich, einfallsreich und ernst nähert er sich so immer mutiger dem »schrecklichen Tag, der alles veränderte«. Er entwickelt die beängstigende Vorstellung, eines Tages unsichtbar zu werden. In dem Tagebuch wird in mehreren Facetten deutlich, wie Finn seine Trauer bewältigt. Die Tagebucheintragungen wechseln zwischen Gegenwart und Erlebnissen der Vergangenheit. Strichzeichnungen und Cartoons lockern Finns Eintragungen auf, und es entsteht der Eindruck von Authentizität des Schreibers und des Tagebuchs selbst.

### Nick Perfect - Bruder per Post
In Nick Perfect - Bruder per Post öffnet Ben Rambeau ein Paket, das eigentlich für seinen Vater Matthew bestimmt war. In dem Paket findet er einen Roboter, der genau so aussieht wie er selbst. Der Roboter nennt sich selbst eine „künstliche, gentechnisch optimierte, kybernetisch integrierte, bionisch modifizierte Lebensform“ mit der Modellnummer NR M 2000-B. Ben nennt ihn kurzerhand Nick.

## Presseschau
Der letzte unsichtbare Junge (2010)
- Roswita Buddeus-Budde in der Süddeutschen Zeitung: "In Evan Kuhlmans Debutroman Der letzte unsichtbare Junge (kongenial übersetzt von Uwe-Michael Gutzschhahn) muss ein Junge den plötzlich Tod des Vaters verkraften. Am liebsten würde er in eine andere Sphäre abdriften, um ihn wieder zu treffen. „Hier noch etwas, was ich genau weiß: Wenn die ganze Welt mir gehörte, gäbe ich sie liebend gern her für einen einzigen Besuch mit Dad in seinem Laden oder sonst wo. Ich würde auch die ganze Galaxie hergeben.“ Schritt für Schritt versucht er seinen Zustand zu begreifen, eine Möglichkeit finden, um wieder sichtbarer zu werden, denn die Mutter kann ihm in der eigenen Trauer nicht helfen, und in der Schule wird er nur wie ein Alien bestaunt. Bis auf seine Freundin Melanie, die einfach nur da ist, die es schafft, ihn im normalen Leben zu erden, und versichert, dass sie ihn mag, in welcher Gestalt auch immer. dtv-junior startet mit diesem Titel sein hardcover-Programm. Ein sehr ehrgeiziges Projekt, denn dieses Buch sprengt mit seiner literarischen Kraft die gängige Kinderliteratur."[1]

- Beate Mainka im Titel-Kulturmagazin: "Selten wurde das Thema Tod mit einer solchen Leichtigkeit im Kinderbuch behandelt. Das wunderbare Bilderbuch Die besten Beerdigungen der Welt von Ulf Nilsson mit den herrlich frechen Illustrationen von Eva Eriksson kommt ähnlich frisch und jenseits aller Betroffenheitspädagogik daher. Kuhlmans Erzählung lebt von der Tiefenschärfe, mit der er dem Innenleben Finns nachspürt und dies literarisch umsetzt. Ein wunderbar leichtes Buch zu einem ungemein ernsten Thema - das ist eines der Dinge, die die Kinderbuchwelt braucht!"[2]

Nick Perfect - Bruder per Post (2012)

„Das zweite in Deutschland erschienene Kinderbuch von Evan Kuhlman [...] ist weitaus vielschichtiger als es zunächst den Anschein macht. Nach und nach eröffnet er mit dem klugen und unterhaltsamen Plauderton, mit dem er Ben auf ziemlich witzige Weise erzählen lässt, die schwere Last, die die ganze Familie mit sich trägt. [...] Wie in seinem deutschsprachigen Debüt Der letzte unsichtbare Junge [...] gelingt es Evan Kuhlman, mit seinem humorvollen und für Jungs unwiderstehlichen Erzählton eine berührende Geschichte hinter der Geschichte zu erzählen [...]. Dabei ist die fantasievolle und einfallsreiche Rahmengeschichte über die Möglichkeit, einen künstlichen Menschen zu entwickeln, überaus reizvoll; zumal sie in allen Details logisch und durchaus einleuchtend vermittelt wird. Evan Kuhlman stellt dabei erneut sein Geschick unter Beweis, seine Akteure und ihre Alltagswelt sehr lebendig, geradezu filmreif in Szene zu setzen. Er erzählt scheinbar so unbemüht und voller Esprit, dass auch ältere Leser/innen von dem turbulenten Verlauf der Geschichte mitgerissen werden.“

## Werk
| Jahr | Titel                  | Illustration  | Verlag       | ISBN                   | Übersetzung Jahr | Übersetzung Titel              | Übersetzung Verlag | Übersetzung ISBN       | Übersetzer              |
| ---- | ---------------------- | ------------- | ------------ | ---------------------- | ---------------- | ------------------------------ | ------------------ | ---------------------- | ----------------------- |
| 2006 | Wolf Boy - A Novel     |               | Three Rivers | ISBN 978-0-307-33798-6 |                  |                                |                    |                        |                         |
| 2008 | The Last Invisible Boy | J. P. Coovert | Atheneum     | ISBN 978-1-4169-6089-8 | 2010             | Der letzte unsichtbare Junge   | dtv                | ISBN 978-3-423-76001-0 | Uwe-Michael Gutzschhahn |
| 2012 | Brother from a Box     | Iacopo Bruno  | Atheneum     | ISBN 978-1-4424-2658-0 | 2012             | Nick Perfect - Bruder per Post | cbj                | ISBN 978-3-570-15478-6 | Sabine Hübner           |
| 2014 | Zonked                 |               | Atheneum     |                        |                  |                                |                    |                        |                         |

## Auszeichnungen
- 2005: Glimmer Train Award for new writers (Auszeichnung für Kurzgeschichten)
- 2010: Buch des Monats der Deutschen Akademie für Kinder- und Jugendliteratur im Mai in der Kategorie Kinderbuch  für Der letzte unsichtbare Junge
- 2010: Die besten 7 im August  für Der letzte unsichtbare Junge
- 2011: Empfehlungsliste der 17. Silbernen Feder für Der letzte unsichtbare Junge
- 2011: Nominierung für den Deutschen Jugendliteraturpreis in der Kategorie Kinderbuch für Der letzte unsichtbare Junge
- 2013: Empfehlung von WDR 5 - KiRaKa Tipps im Januar für Nick Perfect - Bruder per Post